# Scaglia Indeva
Scaglia Indeva S.p.A. è un’azienda italiana leader mondiale nella produzione di manipolatori industriali e AGV. Nata nel 2004 dalla scorporazione della divisione “Material Handling” di Scaglia S.p.A.
Ha siti produttivi in America, Europa e Asia.